# Hávamál
Die Hávamál (Háv), des Hohen Lied oder die Sprüche des Hohen, heißt eine Sammlung von insgesamt 164 eddischen Strophen, die zu der Lieder-Edda gerechnet werden. Hoch in „Des Hohen Lied“ oder „Die Sprüche des Hohen“ bezieht sich auf den nordischen Gott Odin, der in dem Gedicht den sterblichen Menschen Rat gibt, wie sie ein erfolgreiches und ehrenwertes Leben führen können. Hávamál als Teil der Edda gehört zur Weisheitsliteratur und wird mit den indischen Veden oder den homerischen Gedichten Griechenlands verglichen. Das Gedicht ist ausschließlich im Codex regius aus dem 13. Jahrhundert überliefert, welcher seit 1971 in der Arnamagnäanischen Sammlung in Reykjavík aufbewahrt wird. Im Codex regius ist Hávamál als zweiter Text direkt hinter der Völuspá unter dem Titel hava mal aufgenommen, was auf die hohe Bedeutung hinweist, die der Verfasser des Codex regius dem Gedicht beimaß.
Die Tatsache, dass Snorri Sturluson den ersten Vers der Hávamál an den Anfang seines mythologischen Lehrbuches Gylfaginning stellt und Eyvindr Skáldaspillir Verse der Hávamál am Ende seines Gedichtes Hákonarmál zitiert, wird zum Beleg dafür genommen, dass Hávamál bereits im 10. Jahrhundert bekannt war. Klaus von See sieht eine Reihe von Abhängigkeiten von lateinischer Dichtung, insbesondere der Disticha Catonis, sei es unmittelbar, sei es über die Vermittlung anderer altnordischer Dichtungen wie der Hugvinnsmál, und zitiert auch andere Arbeiten, die auf Seneca und andere im Mittelalter bekannte Literatur hinweisen. Theodoricus Monachus, der im 12. Jahrhundert die Historia de antiquitate regum Norwagiensium schrieb, kannte Platon, Chrysipp, Plinius, Lucanus, Horaz, Ovid, Vergil, die Kirchenväter, wie Origines, Euseb, Hieronymus und Augustinus, und die spätantiken resp. mittelalterlichen Autoren Boëthius, Paulus Diaconus, Isidor von Sevilla, Beda, Remigius von Auxerre, Hugo von St. Victor und Sigbert von Gembloux. Das bedeutet, dass die Bibliothek des Erzbischofs in Nidaros bereits im 12. Jahrhundert gut bestückt war.

## Die frühesten Ausgaben
1665 erschien eine sehr unzuverlässige Ausgabe von Peder Hansen Resen, weitere Ausgaben 1818 von Rasmus Christian Rask und Arvid August Afzelius, 1828 von Finnur Magnússon, 1843 von Franz Dietrich, 1847 von Peter Andreas Munch. Die darauf folgenden Ausgaben bauten auf dessen Ausgabe auf.

## Inhalt
Bereits im 19. Jahrhundert stellte man fest, dass das Werk aus mehreren Einzelteilen zusammengesetzt war, wobei die Zahl der Teile und ihre Grenzen umstritten waren. Hazelius nahm fünf Teile an, Müllenhoff ging 1883 offenbar von sechs Teilen aus, Finnur Jónsson in seiner Monographie Hávamál (Kopenhagen 1924) gar von sieben. Die Zwischenüberschriften Ládfafnismál („Loddfafnirs Lied“, Verse 111–138) Rúnatal þáttr Óðinn („Odins Runenlied“, Verse 139–142) und Ljóðatal („Zauberlieder“, Verse 147–165) finden sich in der Handschrift nicht. Heute gehen einige Forscher von einer Dreiteilung aus: Teil I (Verse 1–76), Teil II (Verse 78–110) und Teil III (Verse 111–165). Nach dieser Einteilung endet der erste Teil mit dem berühmten Vers:
Deyr fé,

deyja frændr,

deyr sjalfr it sama,

ek veit einn,

at aldrei deyr:

dómr um dauðan hvern.
Vieh stirbt,

Verwandte sterben,

genauso stirbt man selbst.

Aber ich weiß eines,

das niemals stirbt:

Wie das Urteil über jeden Toten lautet.
Hier hat man christliche Anklänge sehen wollen, da in Kohelet 3,19  ein ähnlicher Gedankengang zu finden ist. Doch nicht alles, was ähnlich ist, muss voneinander abhängen.
Inhaltlich handelt es sich bei den ersten beiden (von drei angenommenen) Teilen um Lebensweisheiten und Verhaltensregeln. Die Teile unterscheiden sich darin, dass im ersten Teil alle möglichen Themen angesprochen werden und durchweg im Versmaß Ljóðaháttr beschrieben sind, während sich die Lehren des zweiten Teils auf Reichtum und das Geschlechterverhältnis konzentrieren. Den Ich-Erzähler, der in einigen Versen von eigenen Ansichten und Erfahrungen berichtet, identifiziert Klaus von See ganz selbstverständlich für das gesamte Gedicht mit Odin. Ottar Grønvik sieht darin hingegen einen auktorial erzählenden Dichter, der von seinem Werdegang berichtet und daneben als Repräsentation der Menschen im Verhältnis zum Göttlichen fungiert. An einer Stelle des ersten Teils handelt es sich allerdings eindeutig um Odin. Der Dichter setzt sich kritisch von Odin ab, wenn er die in Snorris Skáldskaparmál gerühmte Gewinnung des Dichtermets zu einem schlichten Besäufnis herabstuft.
Der zweite Teil unterscheidet sich vom ersten Teil schon formal dadurch, dass zwischen den Versen im Versmaß des Ljóðaháttr auch schlichte Listenverse enthalten sind, z. B. Verse 84–86. Auch praktische Ratschläge wie die Verse 80 bis 82 fehlen im ersten Teil. Sie könnten späteren Datums sein, allerdings muss Vers 80 sehr alt sein, nach dem man die Frau erst loben soll, wenn sie verbrannt ist. Der Vers stammt also vermutlich aus der Zeit der Feuerbestattung. Das Gleiche gilt für Vers 70. Auch im zweiten Teil gibt es Bezüge auf den Odin, die den Gott in ungünstigem Licht zeigen. Im ersten berichtet Odin vom blamablen Scheitern eines verbotenen Liebesabenteuers (Verse 95–101). Dieser Passus ist vermutlich alt, denn er benutzt in Vers 96 als oberste gesellschaftliche Stellung das Wort „Jarl“, das auf die vorkönigliche Zeit hinweist. Die zweite Odinserzählung (Verse 104–110) zeigt Odin als gewissenlosen und unmoralischen Gott. Die Eisriesen fragen im Vers 109 nach „Bölverkr“, was Übeltäter bedeutet. Auch hier ist Odin kein positiver Held. Früher hat man in der Herabsetzung Odins christlichen Einfluss gesehen. Heute geht man davon aus, dass es nicht nur Spannungen zwischen Heidentum und Christentum gab, sondern auch innerhalb des Heidentums zwischen unterschiedlichen Kulten. Aber der Dichter war nicht areligiös, wie Vers 79 zeigt, in welchem er die heiligen Runen den Göttern zuschreibt. Der Dichter kann aufgrund seiner moralischen Maßstäbe, die er an das Verhalten Odins anlegt, mit einiger Wahrscheinlichkeit der bäuerlichen Religion von Thor und Freya zugeordnet werden.
Der vieldiskutierte Vers 111 leitet die Lehren an Loddfafnir ein:
Mál er at þylja

þular stóli á

Urðarbrunni at,

sá ek ok þagðak,

sá ek ok hugðak,

hlýdda ek á manna mál;

of rúnar heyrða ek dæma,

né of ráðum þögðu

Háva höllu at,

Háva höllu í,

heyrða ek segja svá:
Zeit ist’s zu reden

vom Stuhl des Redners. (Þulr).

Am Brunnen Urds

saß ich und schwieg,

saß ich und dachte,

hörte ich auf der Männer Rede;

über Runen hörte ich sprechen,

und sie verschwiegen Rat nicht

bei des Hohen Halle;

in des Hohen Halle

hörte ich solches sagen:
Der letzte Vers der Hávamál greift diese Formulierung auf, so dass davon auszugehen ist, dass ursprünglich nur dieser Teil zwischen diesen Rahmenstrophen den Namen Hávamál trug und ein selbständiges Gedicht war.
Die Diskussion dreht sich um die Person des „Þulr“ (Redner) in der zweiten Zeile, die oft mit Odin identifiziert wird. Karl Müllenhoff wies aber durch Verwendungsbeispiele auch im Altenglischen nach, dass Þulr ein menschlicher Redner in der Königshalle ist, ein mächtiger Mann. Daher veränderte er „manna mál“ in Zeile 6 in „Háva mál“. Nach seiner Auffassung ist die Ich-Person ein menschlicher Redner auf dem Rednerstuhl, der dem Volk berichtet, was er an Urds Brunnen gehört hat, wo ihn Odin selbst unterrichtete und ihn mit „Loddfafnir“ anredete. Diesen bezeichnet er als Schalk, weil er in Vers 113 vorgibt, Odin habe ihm geraten, nachts nicht aufzustehen, außer wenn er austreten müsse oder als Wächter eingeteilt sei. Vers 112 streicht Müllenhoff als spätere Zutat. Ihm folgte im Wesentlichen Finnur Jónsson. Sophus Bugge behielt den Text bei und interpretierte die Verse 111f. so, dass Loddfafnir auf dem Rednerstuhl sitze und den Anwesenden die ihm von Odin und eingeweihten Männern zuteil gewordene religiöse Offenbarung über Odins Selbstopfer (Vers 139) verkünde. Nach ihm ist Loddfafnir keine wirkliche Person, sondern eine mythisch-poetische Figur. Axel Olrik sah einen Zusammenhang zwischen dem magischen Gerüst der Zauberer (Seiðhiall) und dem Stuhl des Þulr und hält den Stuhl für ein magisches Requisit. W. H. Vogt betonte dann dezidiert die Verwandtschaft zwischen Völva und Þulr. Den Hochsitz der Völva und den Dichterstuhl des Þulr sieht er auf gleicher Ebene.
Eine besondere Schwierigkeit besteht darin, dass der Þulr gleichzeitig am Brunnen Urds als auch in des Hohen Halle, die gemeinhin mit Walhall gleichgesetzt wird, seine Offenbarung empfangen haben soll. Beide Orte wurden aber im nordischen Mythos als weit auseinanderliegend gedacht: Walhall bei den Göttern, Urds Brunnen unter der Weltenesche Yggdrasil. Eine neuere Interpretation löst diesen Widerspruch dadurch, dass des Hohen Halle nicht Walhall, sondern ein dem Odin geweihtes Kulthaus und Urds Brunnen eine der heiligen Quellen in unmittelbarer Nähe ist. Das setzt voraus, dass es ursprünglich keinen inneren Zusammenhang zwischen den ersten beiden Teilen und dem abschließenden dritten Teil gegeben hat, so dass die Bezeichnung „des Hohen Halle“ im letzten Odinsabenteuer des zweiten Teils (Vers 109), die sich eindeutig auf Walhall bezieht, nicht auf den dritten Teil übertragen werden kann. Die Runen, über die die Männer sprechen, können gewisse mystisch-religiöse Sprüche sein, wie sie auch in Vafþrúðnismál Vers 42 mit dem Begriff Runen bezeichnet werden.
Der Name „Loddfáfnir“ ist aus den zwei Wortstämmen „Lodd“ und „favne“ und einem zur damaligen Zeit häufigen Suffix -nir (z. B. Vafþrúðnir, Fjósnir in Vers 12 der Rígsþula und öfter) zusammengesetzt. „Lodd“ steht poetisch für „Frau“ und „fáfnir“ wird auf „faðmr“, „umarmen“, zurückgeführt. *Faðmnir ist der Umarmer und Loddfáfnir „der die Frau umarmt“. Aus den unmittelbar folgenden Strophen, die sich mit der ehelichen Treue befassen, hat man sich einen redlichen Mann, der die festen moralischen Normen der bäuerlichen Gesellschaft, die er in der Halle vernommen hat, weitergibt, vorzustellen. Das führt zu Vers 139:
Veit ek, at ek hekk

vindga meiði á

nætr allar níu,

geiri undaðr

ok gefinn Óðni,

sjalfr sjalfum mér,

á þeim meiði,

er manngi veit

hvers af rótum renn.
Ich weiß, dass ich hing

An windigem Baum

neun ganze Nächte,

vom Speer verwundet

und Odin geweiht,

ich selbst mir selbst,

an diesem Baum,

von dem niemand weiß

aus welcher Wurzel er sprießt.
Die letzten beiden Zeilen gelten als späterer Zusatz, da sie die Beschreibung Yggdrasils unter dem Namen „Mímameiðr“, von dem niemand weiß, aus welcher Wurzel er wächst, übernehmen. Hier handelt es sich hingegen um einen heiligen Opferbaum auf Erden, zu dem die Bemerkung nicht passt, dass niemand wisse, wo er sich befinde.
Der Speer war Odins Waffe und spielte bei der Opferung eine besondere Rolle. Mit ihm wurde das Opfer verwundet zum Zeichen, dass es Odin geweiht war. Adam von Bremen schreibt in seinen Gesta Hammaburgensis ecclesiae pontificum über die Opferfeierlichkeiten in Uppsala, dass sie neun Tage dauerten und jeden Tag ein Mann am Opferbaum aufgehängt wurde. Das in Vers 139 geschilderte Ritualopfer hätte also zu Beginn solcher Opferfeierlichkeiten stattgefunden, und das erste Opfer hing so lange am Baum, wie die Feier währte. Die ersten beiden Zeilen des folgenden Verses besagen aber, dass es sich im Hávamál nicht um ein gewöhnliches Fruchtbarkeitsopfer handelte:
Við hleifi mik sældu

né við hornigi;

nýsta ek niðr,

nam ek upp rúnar,

æpandi nam,

fell ek aftr þaðan.
Ich gab mich hin nicht für Brot

und nicht für Hornvieh,

ich spähte nach unten,

nahm Runen auf,

laut lernte ich sie,

fiel wieder von dort.
Der Geopferte war also nicht zum Sterben am Hals aufgehängt, sondern am Leib, so dass er nach unten spähen konnte, und so eignete er sich die Runen an. Das Lernen durch lautes Sprechen des Stoffes war die damals übliche Unterrichtsweise. Mit „Runen“ sind die religiösen Geheimnisse und das magische Wissen in festen Merksprüchen gemeint, und sie stehen im Gegensatz zu Brot und Vieh des Fruchtbarkeitsopfers. Das Bild des aufgehängten Opfers wird vielleicht auch in Vers 135 geschildert:
…

oft ór skörpum belg

skilin orð koma

þeim er hangir með hám

ok skollir með skrám

ok váfir með vílmögum.
…

Aus verschrumpelter Haut

kommt oft verständiges Wort,

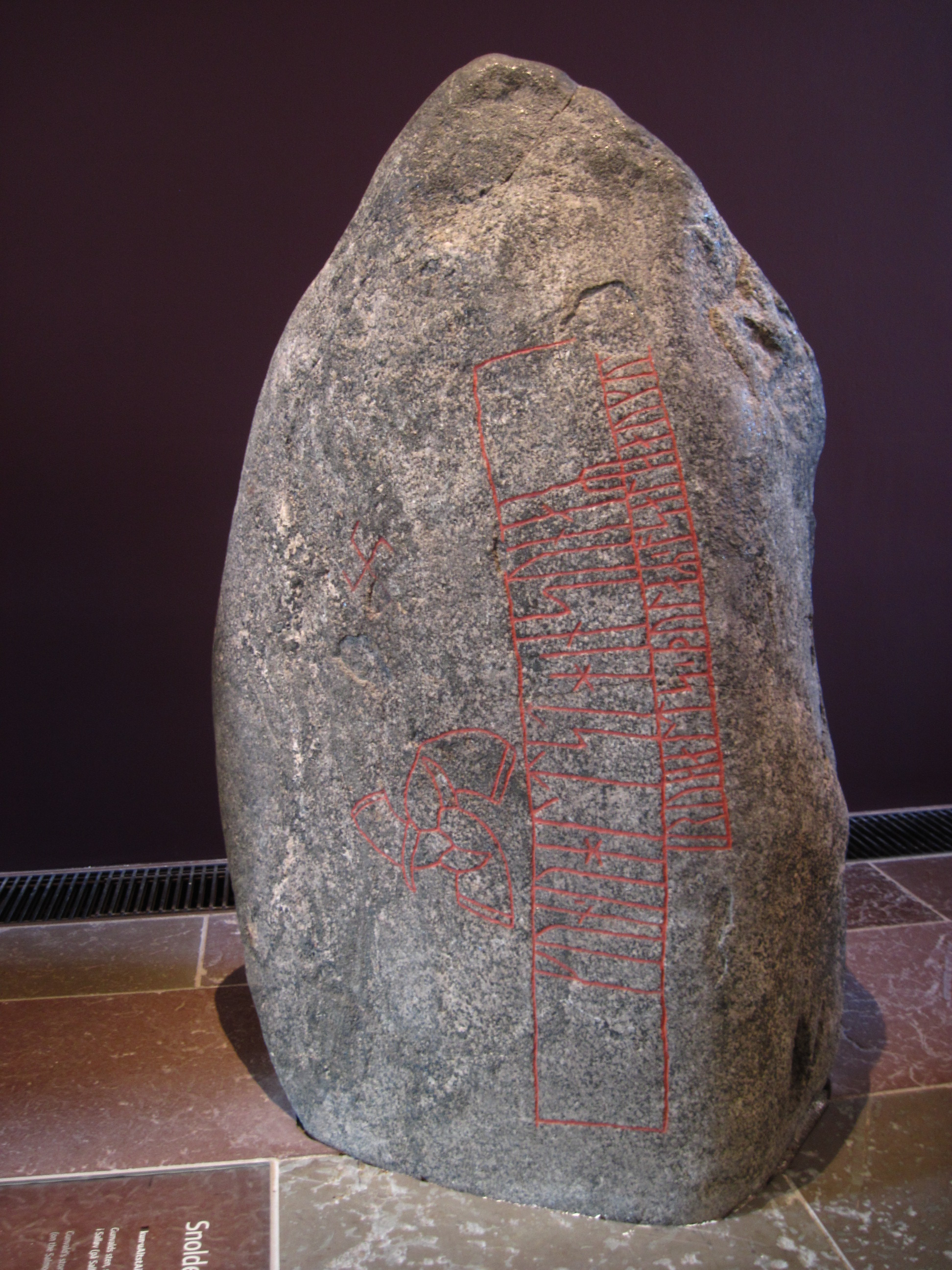
Snoldelev-Stein. Auf ihm wird ein Mann als Þulr bezeichnet.

(von) dem, der zusammen mit Häuten hängt

und zwischen Tierbälgen baumelt

und zusammen mit Söhnen des Unglücks schwebt.
In Vestfold wurden Reste eines Bildteppichs gefunden, die neun Männer an einem Baum aufgehängt darstellen. Man geht davon aus, dass hier Odin spricht. Sophus Bugge sah darin christlichen Einfluss, indem er eine Parallele zur Kreuzigung Christi annahm. Dem schloss sich zuletzt auch Britt-Mari Näsström an. Dem steht aber entgegen, dass in der Bibel nicht von einem Opfer Gottes an sich selbst die Rede ist, sondern von einem Erlösungsleiden Jesu, der eine vom Vater unterschiedene Person Gottes ist. Grønvik nimmt daher an, dass nicht Odin, sondern der Þulr von den Versen 111 und 112 die Ich-Person ist, die in einer Ekstase die mystische Vereinigung mit Odin erfährt, wie sie für die Mystiker in vielen Religionen beschrieben wird. Diese mystische Vereinigung mit Odin stellt gleichzeitig einen Initiationsritus für einen Þulr dar, worauf auch schon früher hingewiesen worden war. Er schließt sich an die Vorstellung an, dass Odin in mythischer Vorzeit in der Weltenesche Yggdrasil hing. Yggr ist einer von Odins vielen Namen.
Grønvik meint, in vielen Namen und Bezeichnungen auf Runensteinen Hinweise auf Personen gefunden zu haben, die als Þulr bezeichnet werden. Auf dem Snoldelev-Stein von Seeland steht: „Gunvalds Stein, Sohn des Roald, Tul in Salhauku(m)“ (= Salløv).

## Ethik
Die Philosophie des Gedichts wurzelt in dem Glauben an den Wert des Einzelnen, der nichtsdestotrotz nicht allein in dieser Welt ist, sondern durch ein untrennbares Band mit der Natur und der Gesellschaft verbunden ist. Der Zyklus des Lebens ist vollkommen und undurchtrennbar. Die belebte Welt formt in all ihren Manifestationen ein harmonisches Ganzes. Verstöße gegen die Natur wirken sich unmittelbar auf den Menschen selbst aus. Jeder Einzelne ist verantwortlich für sein eigenes Leben, sein Glück oder Unglück und schafft sein eigenes Leben aus den eigenen Ressourcen heraus.